# Artipe okinawana
Artipe okinawana är en fjärilsart som beskrevs av Matsumura 1929. Artipe okinawana ingår i släktet Artipe och familjen juvelvingar. Inga underarter finns listade i Catalogue of Life.